# Prolactin
Prolactin (PRL), còn được gọi là luteotropic hormone hoặc luteotropin, là một protein được biết đến với vai trò trong việc cho phép động vật có vú, thường là con cái có khả năng sản xuất sữa. Nó ảnh hưởng trong hơn 300 tiến trình riêng biệt ở các loài động vật có xương sống khác nhau, bao gồm cả con người. Prolactin được tiết ra từ tuyến yên để đáp ứng với việc ăn uống, giao phối, điều trị estrogen, rụng trứng và cho con bú. Prolactin được tiết ra theo xung các quá trình trên. Prolactin đóng vai trò thiết yếu trong quá trình trao đổi chất, điều hòa hệ miễn dịch và phát triển tuyến tụy.
Được phát hiện ở động vật vào khoảng năm 1930 bởi Oscar Riddle  và được xác nhận trên người vào năm 1970 bởi Henry Friesen  prolactin là một hormone peptide, được mã hóa bởi gen PRL.
Ở động vật có vú, prolactin có liên quan đến sản xuất sữa; ở cá, được cho có liên quan đến sự kiểm soát cân bằng nước và muối.  Prolactin cũng hoạt động theo cách giống như cytokine, là một chất điều hòa quan trọng của hệ thống miễn dịch.  Nó có các chức năng quan trọng liên quan đến chu trình tế bào như là một yếu tố tăng trưởng, khác biệt hóa - và yếu tố chống apoptotic.  Là một yếu tố tăng trưởng, gắn kết với các thụ thể giống cytokine, nó ảnh hưởng đến tạo máu, hình thành thành mạch và tham gia vào quá trình điều hòa đông máu qua một số con đường.  Hormon tác động theo cách nội tiết, autocrine và paracrine thông qua thụ thể prolactin và một số lượng lớn thụ thể cytokine.
Sự tiết prolactin của tuyến yên được điều hòa bởi các tế bào thần kinh tuyến nội tiết ở vùng dưới đồi. Điều quan trọng nhất trong số này là các tế bào thần kinh tuberoinfundibulum (TIDA) của hạt hạnh nhân vòng cung tiết ra dopamine (hay còn gọi là Hormone ức chế Prolactin) để tác động lên thụ thể D2 của lactotrophs, gây ức chế tiết prolactin tiết prolactin.  Yếu tố giải phóng thyrotropin (hormone giải phóng thyrotropin) có tác dụng kích thích phóng thích prolactin, tuy nhiên prolactin là hormone adenohypophyseal duy nhất có sự kiểm soát chính là ức chế.